# Национальный музей Кабардино-Балкарской Республики
Национальный музей Кабардино-Балкарской Республики (НМ КБР) — российское музейное учреждение, созданное в 1921 году и расположенное в Нальчике, Кабардино-Балкария. С 1983 года является головным учреждением сети, включающей 7 филиалов. Коллекция музея насчитывает 285 тысяч единиц хранения.

## История
Музей был основан Макаром Ивановичем Ермоленко в феврале 1921 года как музей Кабардинского округа. Основатель музея Ермоленко был учителем Б. Э. Калмыкова, председателя Кабардинского окружного исполкома. Ранее Ермоленко уже создал три музея, для организации музея он был специально переведен в Нальчик из Владикавказа, где работал хранителем музея при Северо-Кавказском институте краеведения.
Первоначально музей расположился в доме Вязмитинова, имевшем 7 небольших залов и непригодном для размещения музея из-за сырости. В 1925 году ему было выделено здание в сквере Свободы, а в 1927 году — второе здание, бывший дом начальника Нальчикского округа. После слияния двух Кабардинского и Балкарского округов в 1922 году — музей Кабардино-Балкарской автономной области, с 1936 года — Краеведческий музей Кабардино-Балкарской АССР.
Основную собирательскую работу вёл он сам Ермоленко, который стал первым заведующим музея и который вплоть до ухода в 1939 году на пенсию все функции выполнял один, без помощников. Основу коллекции первоначально составляли экспонаты, отражающие материальную культуру и быт кабардинцев.
В конце 1928 года в Нальчике было создано Общество по изучению местного края, которое помогло музею финансированием и предоставлением некоторых экспонатов. К 1929 году в фондах музея хранились 11042 материальных памятника и исторических документа. За 18 лет работы Ермоленко удалось собрать 23940 музейных предметов, которые были распределены по разделам: природа, историко-культурный (археология и история), бытовой (этнография), революционное движение и социалистическое строительство, антирелигиозный, а также была сформирована библиотека.
Число посетителей выросло от 100 в 1921 году до 13 126 в 1928 году. В первое десятилетие своего существования музей заслужил положительные отзывы от посещавших его деятелей российской науки. Музей играл большую роль в просвещении местного населения экспозиционными и экскурсионными средствами.
Благодаря представителю Кабардино-Балкарии при президиуме ВЦИК Н. А. Катханову, который вёл переписку с И. В. Сталиным и директором Эрмитажа И. А. Орбели, в 1920-х годах музею были переданы картины из музеев Москвы и Ленинграда. Они включают в себя произведения русского и зарубежного искусства XVII—XVIII веков — К. Брюллова, И. Шишкина, И. Айвазовского, А. Куинджи, Ф. Шубина, В. Боровиковского, С. Щедрина, Ф. Сычкова, Ф. Рубо и других. В 1960 году был основан Кабардино-Балкарский музей изобразительных искусств и эти произведения стали основой его коллекции.
В 1930—1935 годах музей систематически пополнялся экспонатами, посвящёнными социалистическому строительству — материалами о первых колхозах, строительстве Баксанской ГЭС и Промгородка и другом.
Во время Второй мировой войны Нальчик был оккупирован войсками нацистской Германии, в результате чего пострадали этнографические и археологические коллекции (в том числе уникальные каменные браслеты), в это время были уничтожены материалы советского отдела и похищены многие произведения искусства. После освобождения города музей продолжил работу.
В 1960-е году музею было отстроено новое здание полезной площадью 1777 м², открывшееся в 1966 году и вместившее 11 отделов. В 1983 году музей стал головным музеем музейного объединения.

## Филиалы
- Музей обороны Приэльбрусья — самый высокогорный музей России[5]
- Историко-краеведческий музей города Прохладного
- Музей боевой и трудовой славы города Майского
- Историко-революционный музей села Верхний Акбаш
- Историко-этнографический музей села Кёнделен
- Музей истории станицы Екатериноградской
- Мемориальный дом-музей Марко Вовчок в Нальчике
- Мемориальная квартира Али Шогенцукова в Нальчике
- Мемориальный дом-музей Кайсына Кулиева в городе Чегем

## Описание
Собрание музея в общей сложности насчитывает более 285 тысяч единиц хранения, из них в головном музее хранится свыше 240 тысяч экспонатов. Оно состоит из 6 коллекций: археология, этнография, письменные источники, драгоценные металлы, природа, изобразительное искусство.
В музее 7 залов постоянной экспозиции и 3 выставочных зала. В постоянной экспозиции при характеристике присоединения Кабарды и Балкарии к России рассказывается о взаимоотношениях кабардинских князей с Иваном Грозным в середине XVI века. Немало места занимают материалы о культуре и искусстве кабардинцев и балкарцев в XVIII—XIX веков — предметы национальной одежды, ювелирные изделия, предметы из дерева и металла, войлочные ковры. Особое значение уделено участию жителей Кабардино-Балкарии во Второй мировой войне (ВМВ). Специальные комплексы посвящены наиболее известным уроженцам региона — адмиралу А. Г. Головко, командовавшему Северным флотом во время ВМВ, и А.-Х. Т. Канкошеву, лётчику и Герою Советского Союза.

## Директора
- 1921[1]—1939[4]: Макар Иванович Ермоленко